# Abbad II
Pour les articles homonymes, voir Abbad et Al-Mu'tadid.

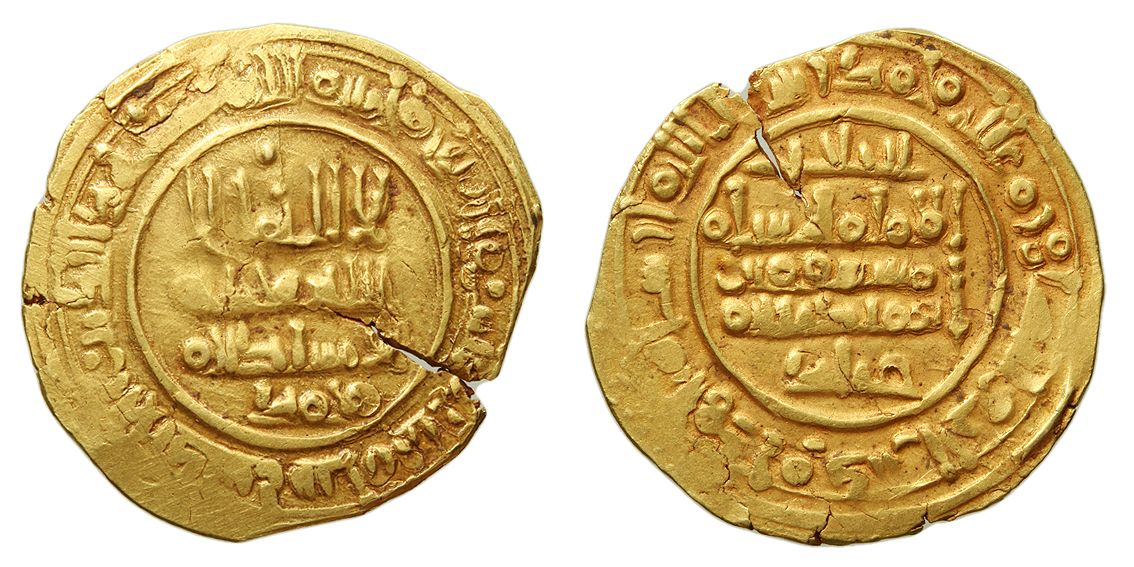
Dinar almotadid.

Abbad II Abû Amr plus connu sous le nom d'Al-Mu`tadid, (celui qui compte sur Dieu) est le fils et successeur d'Abbad Ier, il régna de 1042 à 1069 à Séville.
Il étendit son royaume en guerroyant contre les petites dynasties berbères de l'est de l'Andalousie et laissa à son fils Muhammad Al-Mu`tamid l'Etat (taïfa) le plus puissant d'al-Andalus. Pour justifier ses annexions, il prétendit agir au nom d'un pseudo-calife Omeyyades, Hicham II, qui, en réalité avait été assassiné.
Ce fut un personnage étonnant, souverain sanguinaire et remarquable poète. Il est notamment célèbre pour avoir eu, dans ses jardins, un arbre dont les fruits étaient les têtes embaumées de ses adversaires.
Afin de s'attirer les bonnes grâces du roi de Castille, Ferdinand Ier le Grand (1017-roi de Castille et du León en 1037-1065), Abbad II respectueux de la foi chrétienne, autorisa en 1063 le transfert de Séville à León, des restes de saint Isidore de Séville, Docteur de l’Église des VIe et VIIe siècles.
Sur mandat de Ferdinand Ier, les évêques léonais et asturiens, Alvito et Ordoño, vinrent  à Séville chercher les reliques du saint docteur qui furent transférées dans l'église San Juan de León, désormais appelée San Isidoro.

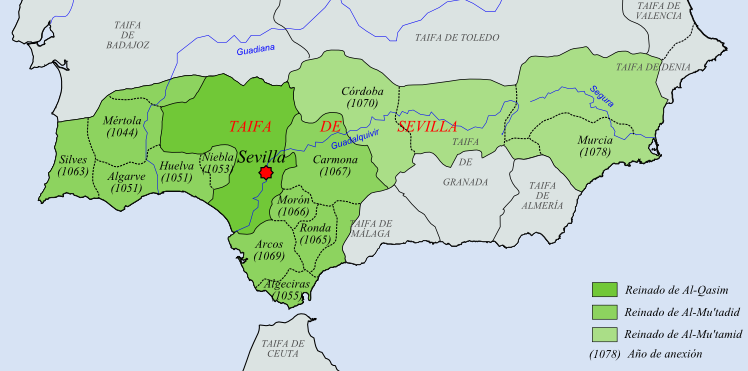
Le taïfa de Séville sous Abbad Ier al-Qassim et Abbad II al-Mutatid.

Abbad II meurt le 28 février 1069.